# Karl Nordlander
Karl Nordlander, född 15 februari 1951 i Visby, uppvuxen i Halmstad, är en svensk författare.
Karl Nordlander debuterade 1985 med barnboken Charlotte och chokladkakan. 1988 gav han ut den delvis självbiografiska romanen Erik och dagsnyheterna, som handlar om en 7-årig pojkes värld i en stad på Västkusten i början av 1960-talet.